# Либерте (Гонконг)
Либерте (кит. 昇悅居, англ. Liberte) — крупный жилой комплекс, расположенный в Гонконге, в округе Самсёйпоу. Построен в 2003 году в стиле модернизма по проекту компаний Steve Leung Architects и LWK & Partners (HK) Limited. Девелопером комплекса является компания Shun Tak Holdings. В состав клубхауса входят теннисные корты, кафе, детская игровая площадка, закрытый и открытый бассейны, зона отдыха с садом, водоёмами и водопадами. В состав торгово-офисного центра «Либерте Плейс» входят супермаркеты, различные магазины и кафе, медицинские центры, офисы туристических фирм и агентств недвижимости. 
Комплекс «Либерте» состоит из семи высотных жилых башен: трёх 51-этажных башен по 181 м, двух 52-этажных башен по 180 м, 44-этажной башни (156 м) и 43-этажной башни (153 м).